# Nils Kjellborg
Nils Kjellborg, föddes 2 mars 1716 i Motala socken, Östergötlands län, död 12 juni 1791 i Åtvids socken, Östergötlands län, var en svensk präst i Åtvids församling.

## Biografi
Nils Kjellborg föddes 2 mars 1716 på Säter i Motala socken. Han var son till löjtnanten vid enmänningsinfanteriet Anders Kjellberg och Anna Hesselgren. Kjellborg studerade i Linköping och blev i januari 1737 student vid Uppsala universitet, Uppsala. Han prästvigdes 12 augusti 1742 och blev 6 maj 1755 predikant vid Borgerskapets änkehus i Stockholm. Kjellborg tog pastoralexamen 29 november 1758 och blev 4 maj 1759 kyrkoherde (fjärde provpredikant) i Åtvids församling, Åtvids pastorat, tillträde direkt. Han blev 4 mars 1774 prost. Kjellborg avled 12 juni 1791 i Åtvids socken.

### Familj
Kjellborg gifte sig första gången 20 november 1747 med Eva Sophia Hagstedt (1724–1767). Hon var dotter tullinspektören på Brink i Bälinge socken. De fick tillsammans barnen Anders Conrad (1751–1788), Adam Fredric (1753–1775), Anna (född 1755), Christina Sophia (1758–1773), en son (1760–1760), Lovisa (1761–1777), Hedvig (1762–1762), Ulrica Fidelia (1763–1765), Eva Elisabeth (1765–1765), Nicolaus (1767–1768) och tre barn som dog späda i Stockholm.
Kjellborg gifte sig andra gången 12 maj 1768 med Susanna Christina Roswall (1740–1769). Hon var dotter till kyrkoherden i Hägerstads socken. De fick tillsammans sonen Johan Olof (1769–1790).
Kjellborg gifte sig tredje gången 6 mars 1770 med Beata Zedritz (1736–1811). Hon var dotter till löjtnanten Carl Zedritz och Helena Retzius. De fick tillsammans barnen en son (1770–1770), en son (1774–1774), en son (1777–1777) och Nils (1778–1843).